# Coogan's Bluff (film)
Coogan's Bluff er en amerikansk actionfilm fra 1968, der instrueret af Don Siegel. Blandt de medvirkende er Clint Eastwood, Lee J. Cobb, Don Stroud og Susan Clark. Filmen markerer det første samarbejde mellem Siegel og Eastwood, som fortsatte med Han kom, Han så, Han skød (1970), Én mand - syv kvinder og Dirty Harry (begge i 1971) samt Flugten fra Alcatraz (1979).
Eastwood spiller en ung sherif ved navn Coogan fra et landdistrikt i Arizona, der rejser til New York City for at få udleveret flygtningen Jimmy Ringerman, spillet af Stroud. Han er eftersøgt for mord og i New Yorks politis varetægt.
Navnet på filmen er en reference til New York City vartegn Coogan's Bluff, der er en odde på øvre Manhattan. Den ligger ud til det sted, hvor den tidligere sted hvor New York Giants baseballklub tidligere lå, Polo Grounds. Derudover har titlen en dobbelt betydning med henvisningen til navnet på hovedrollen. Tv-serien McCloud, med Dennis Weaver, er løst baseret på denne historie.

## Handling
Vicesheriffen Walt Coogan (Clint Eastwood) fra Arizona bliver sendt til New York City for at hente den undvegne fange James Ringerman, der er sigtet for mord. En overordnet politiofficer fra New York, ved navn McElroy (Lee J. Cobb), fortæller ham, at Ringerman er indlagt på hospital for at blive behandlet for en overdosis af LSD. Patienten kan ikke flyttes, før lægerne giver deres tilladelse, ligesom Coogan ikke kan få ham udleveret, før han har fået frigivet udleveringspapirerne fra New York States højesteret.
Coogan flirter med tilsynsværgen Julie Roth (Susan Clark) for at bluffe sig adgang til Ringerman på hospitalet. Her snyder han overlægen til at overgive ham til myndighederne og planlægger at nå et fly til Arizona. Før han ankommer til lufthavnen, overfalder Ringermans kæreste Linny (Tisha Sterling) og en værtshusejer ved navn Pushie (David Doyle) Coogan og hjælper Ringerman med at undslippe. McElroy er rasende over, at Coogan har handlet på egen hånd og truer med at fængsle ham. Coogan opsøger Julie, og mens hun tilbereder et måltid til dem, finder han Linnys navn og adresse i hendes arkiv over klienter.
Han sporer Linny til en natklub og efter et stykke tid lover hun at ledsage ham til Ringerman. I stedet tager hun Coogan til en poolhal, hvor han bliver angrebet af Pushie og en gruppe andre mænd i et blodigt slagsmål. Coogan kæmper imod overmagten, men bliver til sidst overmandet. Da de hører politiets sirener, flygter mændene, men ikke før den forslåede Coogan har formået at dræbe Pushie og to andre mænd. Da McElroy kommer frem finder han en ødelagt bar og en cowboyhat på gulvet.
Coogan finder Linny og truer med at dræbe hende, hvis hun ikke fører ham til Ringerman. Hun viser ham til skjulestedet, hvor Ringerman, der har bevæbnet sig med den pistol, der er stjålet fra Coogan, befinder sig. Ringerman flygter på sin motorcykel, og Coogan beslaglægger en anden motorcykel og optager forfølgelsen. Efter en lang forfølgelse, følger efter Ringerman ind i en park, hvor han til sidst fanger ham.
Han overdrager fangen til McElroy, der endnu engang fortæller ham, at han skal gå til advokatens kontor og lade "systemet klare det". Senere forbereder Coogan sig på at forlade lufthavnen med helikopter med Ringerman i håndjern. I helikopteren tænder Coogan en cigaret, og da han ser at Ringerman også gerne vil have én, tænder han en til ham. Ved Coogans sidste blik ned på jorden ser han Julie Roth, der vinker farvel på landingspladsen.

## Medvirkende
- Clint Eastwood som vicesherif Walt Coogan
- Lee J. Cobb som Det. Lt. McElroy, NYPD
- Susan Clark som Julie Roth, tilsynsværge
- Tisha Sterling som Linny Raven, Ringermans kæreste
- Don Stroud som James Ringerman
- Betty Field som Ellen Ringerman
- Tom Tully som Sherif McCrea, Piute County
- Melodie Johnson som Millie, Coogans kæreste
- James Edwards som Sgt. Wallace, Stakeout Cop
- Rudy Diaz Stakeout Cop Running Bear
- David Doyle som Pushie, værtshusejer
- Louis Zorich som taxachauffør
- Meg Myles som Big Red
- Marjorie Bennett som Mrs. Fowler, gammel dame
- Seymour Cassel som Joe, Young Hood
- Albert Popwell som Wonderful Digby
- Skip Battin som Omega

## Produktion
Inden premieren på Klyng dem op var Eastwood allerede i gang med indspilningerne af Coogan's Bluff. Universal Studios tilbød ham $1 million i honorar, hvilket mere end fordoblede hans tidligere indtjening på en enkelt film. Universals direktør Jennings Lang var ansvarlig for kontraktens indgåelse. Han engagerede først Alex Segal som instruktør, men måtte opgive denne plan, ifølge Eastwood fordi denne havde "et eller andet personligt problem, som forhindrede ham i at lave denne film.." Lang  havde tidligere arbejdet som agent for Don Siegel, og foreslog denne som ny instruktør. Eastwood var ikke bekendt med Siegels tidligere arbejder, men Lang arrangerede et møde mellem dem, hvor de blev gode venner og påbegyndte et tæt samarbejde, som fortsatte i en årrække.
Filmen skulle optages med udgangspunkt i en ide af Herman Miller fra 1967 som en tv-serie, og de første skitser blev lavet af Miller og Jack Laird, der var manuskriptforfattere på Rawhide. Efter at Siegel og Eastwood havde aftalt at samarbejde, blev Howard Rodman og tre andre manuskriptforfattere ansat til at udarbejde handlingen, mens det nye hold ledte efter egnede filmlokationer i New York og Mojave ørkenen. Eastwood indkaldte til et møde, da han havde set manuskriptet og proklamerede, at han foretrak det oprindelige oplæg fra Herman Miller. Denne hændelse var medvirkende til at danne Eastwoods kritiske distance til manuskripter, han ikke kunne lide, hvilket han blev kendt for senere i karrieren. Eastwood og Siegel ansatte en ny  manuskriptforfatter, Dean Riesner, som tidligere havde arbejdet for Siegel med Henry Fonda i TV filmen Stranger on the Run. Eastwood kommunikerede ikke med manuskriptforfatteren før Riesner en dag kritiserede en scene som Eastwood havde syntes om, hvor Coogan havde sex med Linny Raven i håbet om at hun kunne føre ham til sin kæreste. Ifølge Riesner "blev Eastwoods ansigt hvidt, og han gav mig et af de der Clint-blik".
De begravede dog snart deres stridigheder, og arbejdede sammen på manuskriptet, hvor Eastwood havde betydelige forslag til ændringer. Don Stroud blev castet som den psykopatiske kriminelle som Coogan jagter, Lee J. Cobb fik rollen som politiinspektøren, der konstant er på tværs, Susan Clark blev castet som tilsynsføreren, som falder for Coogan og Tisha Sterling fik rollen som Strouds karakters elsker. Optagelserne begyndte i november 1967, selv om manuskriptet ikke var helt færdigt på dette tidspunkt.

## Modtagelse
Coogan's Bluff blev udgivet i USA i oktober 1968, hvor den indspillede for over $3,1 millioner. Filmen var kontroversiel i sin portrættering af vold, men den startede et samarbejde mellem Eastwood og Siegel, der kom til at vare mere end ti år. Den var også prototypen for den  macho helt, som Eastwood spillede i Dirty Harry-filmene. Manuskriptet til filmen var forløber for tv-serien McCloud med Dennis Weaver.
Anmeldelserne var meget blandede, fordi "kritikerne enten elskede den eller hadede den. Indspillet i en fase af Vietnamkrigen, hvor den amerikanske offentlighed i stigende grad var skeptiske overfor, om denne krig kunne vindes, var Coogan for mange den typiske amerikanske helt, der på egen hånd opsporer og fanger skurkene. Filmens beskrivelse af New York City som en lovløs "byjungle", delte imidlertid vandene, selv om en biografi udtrykker, at det netop er dette aspekt, der får filmen til at fungere.

### Danske udgivelser
- Eliot, Marc (2010). Clint Eastwood. København: Nyt Nordisk Forlag/ Arnold Busck. ISBN 978-87-17-04147-0. {{cite book}}: Tjek |isbn=: checksum (hjælp)
- Richard Schickel (1998):Clint Eastwood : en biografi. Bind 1-2

### Engelske udgivelser
- Hughes, Howard (2009). Aim for the Heart. London: I.B. Tauris. ISBN 978-1-84511-902-7.
- McGilligan, Patrick (1999). Clint: The Life and Legend. Perseus Books Group. ISBN 978-0-7867-0843-7.
- Munn, Michael (1992). Clint Eastwood: Hollywood's Loner. London: Robson Books. ISBN 0-86051-790-X.
- Schickel, Richard (1996). Clint Eastwood: A Biography. New York: Knopf. ISBN 978-0-679-42974-6.
- Smith, Paul (1993). Clint Eastwood: A Cultural Production: Volume 8 of American Culture. Minneapolis: University of Minnesota Press. ISBN 0-8166-1960-3.